# Bill Johnson (sciatore)
William Dean Johnson detto Bill (Los Angeles, 30 marzo 1960 – Gresham, 21 gennaio 2016) è stato uno sciatore alpino statunitense, campione olimpico nella discesa libera a Sarajevo 1984 e vincitore di una Coppa Europa.

## Biografia
Specialista delle prove veloci, Johnson ottenne il primo piazzamento di rilievo in Coppa del Mondo il 5 febbraio 1983 a Sankt Anton am Arlberg, classificandosi 6º in discesa libera; in quella stessa stagione 1982-1983 in Coppa Europa vinse sia il trofeo generale, sia la classifica di discesa libera.
Il 15 gennaio 1984 colse il suo primo successo, nonché primo podio, in Coppa del Mondo, vincendo la discesa libera sulla Lauberhorn di Wengen; ai successivi XIV Giochi olimpici invernali di Sarajevo 1984, sua unica presenza olimpica, conquistò la medaglia d'oro nella discesa libera, la sola gara cui prese parte. Nel prosieguo della stagione in Coppa del Mondo ottenne altre due vittorie, l'ultima l'11 marzo a Whistler, sempre in discesa libera, chiudendo 3º nella classifica finale della Coppa del Mondo di specialità alle spalle dello svizzero Urs Räber e dell'austriaco Erwin Resch. Ai Mondiali di Bormio 1985 fu 14º nella discesa libera e ottenne l'ultimo piazzamento in Coppa del Mondo il 15 marzo 1986 a Whistler nella medesima specialità (7º); non riuscì a qualificarsi per i XV Giochi olimpici invernali di Calgary 1988 e si ritirò nel 1990.
Dopo una lunga inattività e anni travagliati dal punto di vista personale e famigliare, tornò a gareggiare nella stagione 2000-2001 con l'obiettivo di qualificarsi per i XIX Giochi olimpici invernali di Salt Lake City 2002. Prese parte alla Nor-Am Cup 2000-2001 a partire dal supergigante di Beaver Creek del 4 dicembre, nel quale fu 51º, ma il 22 marzo 2001 si infortunò gravemente durante una gara FIS a Big Mountain, riportando danni cerebrali e un'invalidità permanente; non si riprese mai completamente e morì nel 2016.

## Palmarès

### Olimpiadi
- 1 medaglia:
  - 1 oro (discesa libera a Sarajevo 1984)

### Coppa del Mondo
- Miglior piazzamento in classifica generale: 14º nel 1984
- 3 podi (tutti in discesa libera):
  - 3 vittorie

#### Coppa del Mondo - vittorie
| Data            | Località | Paese       | Specialità |
| --------------- | -------- | ----------- | ---------- |
| 15 gennaio 1984 | Wengen   | Svizzera    | DH         |
| 4 marzo 1984    | Aspen    | Stati Uniti | DH         |
| 11 marzo 1984   | Whistler | Canada      | DH         |

Legenda:

DH = discesa libera

### Coppa Europa
- Vincitore della Coppa Europa nel 1983[1]
- Vincitore della classifica di discesa libera nel 1983[1]

### Campionati statunitensi
- 2 ori (discesa libera[3] nel 1983; discesa libera[3][4] nel 1984)